# The Big Wedding
The Big Wedding (deutsch Die große Hochzeit) ist eine US-amerikanische Filmkomödie von Justin Zackham aus dem Jahr 2013 mit Robert De Niro, Diane Keaton und Susan Sarandon in den tragenden Rollen.

## Handlung
Der Film handelt von einem noch jungen Mann, Alejandro, der mitten in den Hochzeitsvorbereitungen mit seiner Freundin Melissa steckt. Als Kind wurde er adoptiert und möchte nun, nachdem er bereits mehrfach seine Ferien bei ihr verbracht hat, seine leibliche Mutter, eine sehr gläubige, römisch-katholische Kolumbianerin, auch bei seiner Hochzeit dabei haben. Am Hochzeitstag möchte er sie und seine geschiedenen Adoptiveltern, Don und Ellie, einander vorstellen. Diese sollen für sie ein altes Ehepaar vortäuschen, obwohl der Vater bereits mit Bebe eine neue Partnerin hat.
Am Hochzeitstag werden einige Geheimnisse aufgedeckt. Alejandro erfährt, dass sein leiblicher Vater kein Bauer, sondern der Assistent des Bürgermeisters war, der Vater des Bräutigams heiratet seine Partnerin und die Mutter des Bräutigams erkennt, dass Freundschaft wichtiger ist als Rivalität.

## Hintergrund
Der Film The Big Wedding ist ein Remake einer französischen Komödie.
An der Realisierung von The Big Wedding waren die Filmproduktionsgesellschaften Two Ton Films und Millennium Films beteiligt.
Der US-amerikanische Kinostart des Films erfolgte am 26. April 2013, und in den deutschen Kinos war er ab dem 30. Mai 2013 zu sehen.

## Rezeption
Auf der Website Rotten Tomatoes erreichte der Film bei lediglich sechs Prozent der Rezensenten eine positive Bewertung.
Das Lexikon des internationalen Films urteilte, dass der Film bieder, verklemmt und klamaukhaft sei, und dass es selbst der US-Starbesetzung nicht gelinge, das Drehbuch humor- und gehaltvoll wirken zu lassen.